# Сакава (Коті)
Сака́ва (яп. 佐川町, さかわちょう, МФА: [sakawa t͡ɕoː]?) — містечко в Японії, в повіті Такаока префектури Коті.  Отримало статус містечка 1900 року. Площа становить 100,84 км². Станом на 1 липня 2012 року населення складало 13 690  осіб, густота населення — 136 осіб/км².   

## Демографія
Згідно з даними перепису населення Японії, населення Сакава зменшується з 90-х років. Станом на 1 жовтня 2020 року населення складало 12 323 осіб, з яких чоловіків — 5751 осіб, жінок — 6572 осіб. Густота населення — 122,3 осіб/км².